# 幣原坦

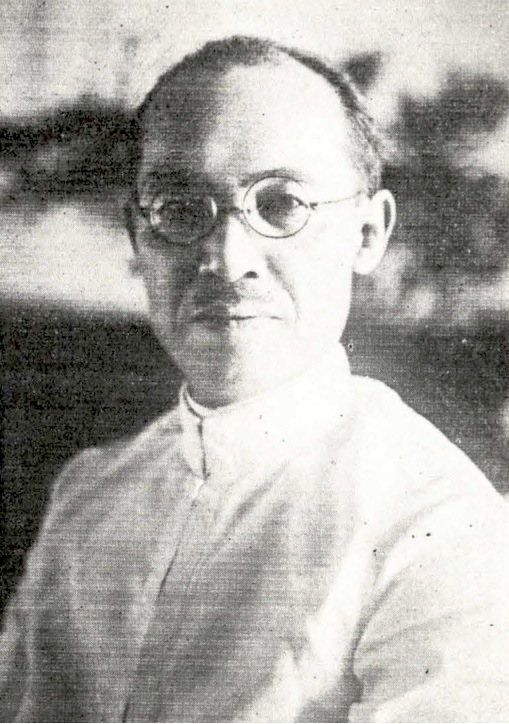
幣原坦

幣原坦（しではら たん或たいら，1870年10月12日—1953年6月29日），幼名德治郎（とくじろう），是一位出身大阪府門真地區的朝鮮歷史研究者、教育家與教育官僚，為臺北帝國大學首任總長（校長）。

## 生平
東京帝國大學文科大學國史學科畢業。曾任東京高等師範學校教授、日本文部省視學官、東京帝國大學教授、廣島高等師範學校校長。
1925年7月幣原坦接獲伊澤多喜男總督之邀聘，投注全力於台灣高等教育之建制，為了設立台北帝國大學而努力，並親手主持了台北帝國大學的規畫籌建，奠定了台灣大學綜合學制的基礎，於1928年－1937年任台北帝國大學首任總長（校長）。1938年獲台北帝國大學名譽教授。1939年敘勳一等授瑞寶章。1942年任興南鍊成院第一任院長，1946年任日本樞密院顧問官。
幣原坦博士亦為台北扶輪俱樂部之創始會長，自1931年三月創社至1934年六月卸任止，共擔任三年三個月的會長職務，對於扶輪社之制度的建立與穩健成長，貢獻卓著，並於任內輔導成立高雄扶輪俱樂部，又於1937年自帝大退休前，促成基隆扶輪俱樂部的成立。
1953年（昭和28年）6月29日病卒於大阪。墓在門真市御堂町的願得寺，法名從容院釋信誓。

## 家族
幣原坦的次女澄江，嫁給農藝化學家古在由直的長子古在由正。天文學家古在由秀是二人所生長子，幣原坦之外孫。
幣原坦的弟弟是日本外交家、二戰日本投降後曾任首相的幣原喜重郎。1945年11月，幣原喜重郎臨危受命組閣，命吉田茂續任外務大臣。並在短短的八個月任期中，即完成了戰後「新憲法」的制訂；並因促使天皇頒佈改變日本思想之「人間天皇」宣言詔敕，而聞名於世。翌年5月22日完成使命，宣佈辭去首相一職，由吉田茂繼任。幣原昆仲兩人不但深受西洋文明的薰陶，而且都富有傳統的仁德胸懷，倍受世人景仰。
喜重郎之妻雅子是三菱財閥的創始人岩崎弥太郎的四女。喜重郎的長子道太郎是日本獨協大學的教授。幣原、古在、岩崎三家透過權宜婚姻，結成一日本上流社會常見的聯姻集團。

## 主要著作
- 『南島沿革誌論』冨山房、1899年
- 『日露間之韓国』博文館、1905年
- 『韓国政争史』三省堂、1907年
- 『学校論』同文館、1909年
- 『世界小観』宝文館、1912年
- 『植民地教育』同文館、1912年
- 『満洲観』宝文館、1916年
- 『朝鮮教育論』六盟館、1919年
- 『朝鮮史話』冨山房、1924年
- 『世界の変遷を見る』冨山房、1926年
- 『南方文化の建設へ』冨山房、1938年
- 『大東亜の成育』東洋経済新報社、1941年
- 『興亜の修養』明世堂書店、1941年
- 『極東文化の交流』関書院、1949年
- 『文化の建設　幣原坦六十年回想記』吉川弘文館、1953年

| 教育職務    | 教育職務                       | 教育職務        |
| ----------- | ------------------------------ | --------------- |
| 前任： 首任 | 臺北帝國大學總長 1928年—1937年 | 繼任： 三田定則 |